# Stevensbergen
De Stevensbergen is een klein natuurgebied van 24 ha bij Luyksgestel, in de Nederlandse provincie Noord-Brabant. Het ligt te midden van de Gemeentebossen van Luyksgestel (na de fusie: Bergeijk) en is een voormalig heideveld met nog enkele stuifzandresten. De Stevensbergen zijn eigendom van de Vereniging Natuurmonumenten.
Natuurmonumenten heeft beheersmaatregelen genomen, zoals het kappen van vliegdennen om de heide te beschermen. Het gebied zegt het hoogste punt van Noord-Brabant te bezitten, maar komt met 43,7 meter daartoe nog 30 cm te kort. Hoewel er reliëf te vinden is komt dat door de stuifzanden. De hoogte vergeleken met de rest van Noord-Brabant is te danken aan een langzaam oplopen van het terrein in de richting van het Kempens Plateau, wat hier nog vele kilometers vandaan ligt.
De Stevensbergen staat bekend als een rijk reptielengebied: men vindt er de gladde slang en de levendbarende hagedis. Op het terrein komt ook de nachtzwaluw voor.